# Ducula pistrinaria
Il piccione imperiale insulare o piccione imperiale delle isole (Ducula pistrinaria Bonaparte, 1855) è un uccello della famiglia dei Columbidi diffuso nelle isole a est della Nuova Guinea e nelle isole Salomone.

## Tassonomia
Comprende le seguenti sottospecie:
- D. p. rhodinolaema (P. L. Sclater, 1877) - isole dell'Ammiragliato, Nuova Hannover e isole al largo della Nuova Guinea settentrionale;
- D. p. vanwyckii (Cassin, 1862) - arcipelago di Bismarck orientale e centrale;
- D. p. postrema Hartert, 1926 - arcipelago di D'Entrecasteaux, arcipelago delle Luisiadi e isole Woodlark;
- D. p. pistrinaria Bonaparte, 1855 - isole Lihir, isole Salomone.